# لويس بيرميغو
لويس بيرميغو (بالإسبانية: Luis Bermejo)‏ هو فنان قصص مصورة إسباني، ولد في 1931 في مدريد في إسبانيا، وتوفي في 12 ديسمبر 2015 في ميورقة في إسبانيا.